# Amleto Novelli
Amleto Novelli (Bologna, 18 ottobre 1885 – Torino, 16 aprile 1924) è stato un attore italiano del cinema muto, uno dei divi più dotati e più popolari.

## Biografia
Nato a Bologna da Vincenzo e da Anna Pasqui, dopo essersi trasferito con la famiglia a Roma, rimasto orfano appena adolescente, visse con due sorelle. Appassionato di recitazione, mentre lavorava come impiegato in uffici statali, da poco superati i vent'anni, frequentò diverse compagnie filodrammatiche, facendosi apprezzare per serietà professionale e versatilità. Debuttò a teatro nel 1906 come attore. Nel 1909 fu scritturato dalla Cines, la più grande casa di produzione cinematografica italiana di allora. La moglie era l'attrice Adalgisa Orlandini. Interprete di più di cento film, morì a Torino durante la lavorazione del film di Mario Camerini La casa dei pulcini. Inoltre il film Marco Visconti, per la regia di Aldo De Benedetti, uscirà postumo nel 1925. È sepolto a Roma presso il cimitero del Verano.

## Filmografia parziale

### Film interpretati
- Il Conte Ugolino, regia di Giuseppe De Liguoro (1908)
- La nuova mammina, regia di Enrico Guazzoni (1909)
- Adriana di Berteaux (Un duello sotto l'Impero), regia di Enrico Guazzoni (1910)
- Beatrice Di Tenda, regia di Mario Caserini (1910)
- Gerusalemme liberata, regia di Enrico Guazzoni (1910)
- Attilio Regolo, regia di Enrique Santos (1911)
- Agrippina, regia di Enrico Guazzoni (1911)
- Bruto, regia di Enrico Guazzoni (1911)
- San Sebastiano, regia di Enrique Santos (1911)
- Santa Cecilia, regia di Enrique Santos (1911)
- Francine, regia di Oreste Gherardini (1911)
- I Maccabei, regia di Enrico Guazzoni (1911)
- La rosa di Tebe, regia di Enrico Guazzoni (1912)
- Madame Roland, regia di Enrico Guazzoni (1912)
- Nella terra che divampa, regia di Enrico Guazzoni (1912)
- Fra uomini e belve, regia di Giulio Antamoro (1913)
- Il gomitolo nero, regia di Roberto Danesi (1913)
- L'arma dei vigliacchi, regia di Baldassarre Negroni (1913)
- La donna è come l'ombra, regia di Giulio Antamoro (1913)
- Marcantonio e Cleopatra, regia di Enrico Guazzoni (1913)
- Quo vadis?, regia di Enrico Guazzoni (1913)
- Suonatori ambulanti, regia di Giulio Antamoro (1913)
- Gaio Giulio Cesare, regia di Enrico Guazzoni (1914)
- La principessa straniera, regia di Maurizio Rava (1914)
- Scuola d'eroi, regia di Enrico Guazzoni (1914)
- La marcia nuziale, regia di Carmine Gallone (1915)
- Papà, regia di Nino Oxilia (1915)
- Amica, regia di Enrico Guazzoni (1916)
- Avatar, regia di Carmine Gallone (1916)
- Christus, regia di Giulio Antamoro (1916)
- La maschera dell'amore, regia di Ivo Illuminati (1916)
- Madame Tallien, regia di Enrico Guazzoni (1916)
- Ivan il terribile, regia di Enrico Guazzoni (1917)
- La chiamavano Cosetta, regia di Eugenio Perego (1917)
- Malombra, regia di Carmine Gallone (1917)
- Fabiola, regia di Enrico Guazzoni (1918)
- La Gerusalemme liberata, regia di Enrico Guazzoni (1918)
- Il cuore di Roma, regia di Edoardo Bencivenga (1919)
- Il padrone delle ferriere, regia di Eugenio Perego (1919)
- L'onore della famiglia, regia di Edoardo Bencivenga (1919)
- La colpa vendica la colpa, regia di Edoardo Bencivenga (1919)
- La figlia unica, regia di Camillo De Riso (1919)
- La morte civile, regia di Edoardo Bencivenga (1919)
- La piovra, regia di Edoardo Bencivenga (1919)
- Fino alla tenebra, regia di Edoardo Bencivenga (1919)
- Spiritismo, regia di Camillo De Riso (1919)
- Il cuore sotto il maglio, regia di Camillo De Riso (1920)
- L'ombra, regia di Roberto Roberti (1920)
- La casa di vetro, regia di Gennaro Righelli (1920)
- Zingari, regia di Mario Almirante (1920)
- Amore rosso, regia di Gennaro Righelli (1921)
- Fantasia, regia di Bianca Virginia Camagni e Tito Antonio Spagnol (1921)
- Dante nella vita e nei tempi suoi, regia di Domenico Gaido (1922)
- La fornace, regia di Eugenio Perego (1922)
- I due foscari, regia di Mario Almirante (1923)
- Il fornaretto di Venezia, regia di Mario Almirante (1923)
- La piccola parrocchia, regia di Mario Almirante (1923)
- Il corsaro, regia di Augusto Genina e Carmine Gallone (1924)
- La casa dei pulcini, regia di Mario Camerini (1924)
- La congiura di San Marco, regia di Domenico Gaido (1924)
- Marco Visconti, regia di Aldo De Benedetti (1925)

### Documentari sull'epoca del muto nei quali compare Amleto Novelli
- Quando eravamo muti, regia di Riccardo Cassano (1933)
- Vecchio Cinema... Che passione!, regia di Aldo Crudo (1957)